# هنری آمسترانگ
هنری آمسترانگ (انگلیسی: Henry Armstrong; ۱۲ دسامبر ۱۹۱۲ – ۲۴ اکتبر ۱۹۸۸) بوکسور اهل ایالات متحده آمریکا بود.